# カキイロヒメボウズハゼ
カキイロヒメボウズハゼ（柿色姫坊主鯊、Stiphodon surrufus）は屋久島と、フィリピンの1河川のみに生息する淡水魚。

## 分布
フィリピンのレイテ島の南部にある小川の「Lagu Lagu creek」という川と、屋久島にのみ生息する。「Lagu Lagu creek」は、1944年10月20日、レイテ沖海戦で、アメリカ軍がレイテ島に上陸した際に、河口付近で日本軍と交戦したことで知られる。

## 形態
全長は2.1～2.5センチメートル。オスの頭と体の側面が赤橙色である、尾部の鱗が黒く縁取られるなどで日本産同属他種と区別可能。上顎には細いヘラ状歯が密に並び、円錐状歯がない。吻は強くまるみを帯びる。

## 生態
河川の渓流域に生息する。流れの緩やかなところを好み、淵の転石上に単独で見られ、中層を泳いで移動する。